# Karl Sigfrid

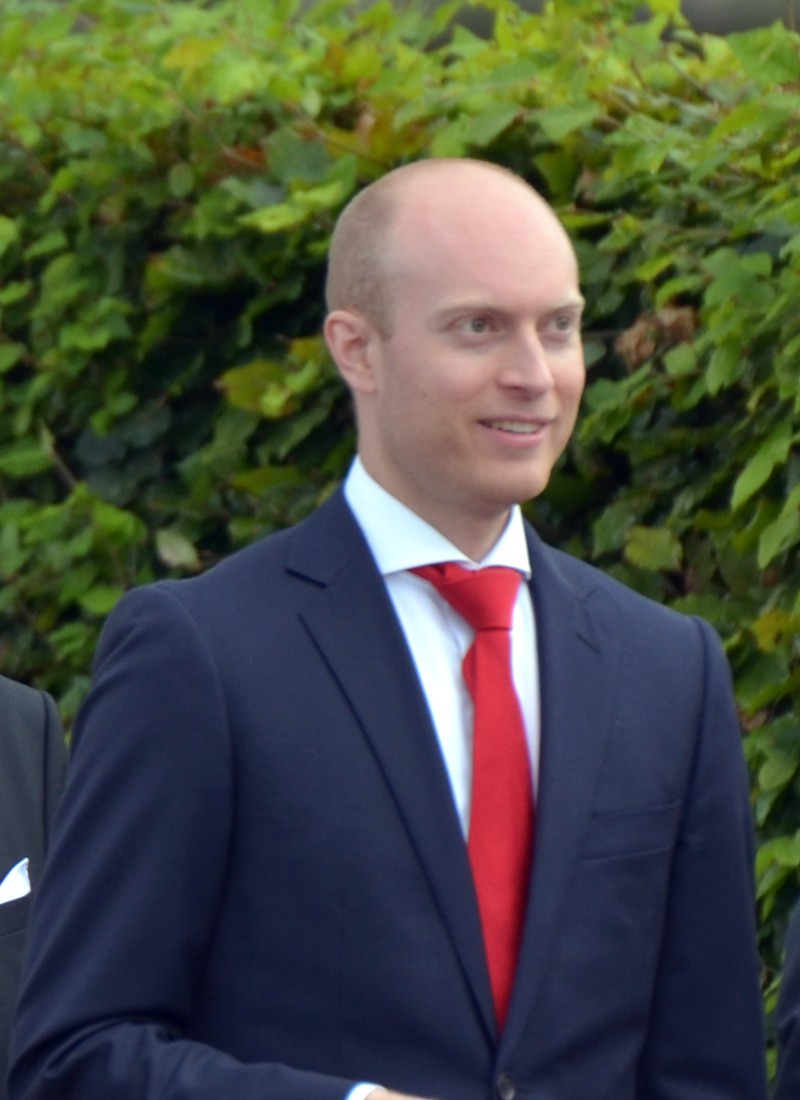
Karl Sigfrid

Karl Åke Sigfrid (* 17. Oktober 1977) ist ein schwedischer Politiker der konservativen Moderata samlingspartiet. 
Sigrid studierte Wirtschaftswissenschaften und engagierte sich gleichzeitig bei der Moderaten Jugendliga, der Jugendorganisation der Moderaten. Später war er auch Vorsitzender der Freien Moderaten Studentenvereinigung in Stockholm. Er arbeitete als IT-Spezialist in San Diego und am Cato Institute in Washington, DC.
2006 wurde er für die Moderaten in den schwedischen Reichstag gewählt, er vertrat dabei den Kreis Stockholm (Stockholms läns valkrets). 2010 wurde er wiedergewählt. Im Reichstag engagierte er sich vor allem zu Themen des Urheberrecht und File-Sharing. Er opponierte stark gegen das FRA-Gesetz, musste jedoch später auf Druck und im Zuge einer Pairing-Vereinbarung dem Gesetz zustimmen. Seit Ende 2014 wohnt Sigfrid in Brüssel und engagiert sich dort weiter zu Urheberrechtsthemen.
Sigfrid ist Co-Autor des Buches „Efter The Pirate Bay“, das von der Königlichen Bibliothek veröffentlicht wurde.